# راوانوسا
راوانوسا (به ایتالیایی: Ravanusa) یک کومونه در ایتالیا است که در استان آگریجنتو واقع شده‌است.

## خصوصیات
راوانوسا ۴۹٫۶ کیلومترمربع مساحت و ۱۵٬۲۲۲ نفر جمعیت دارد و ۳۲۰ متر بالاتر از سطح دریا واقع شده‌است.

## خواهرخوانده
شهرهای زولتسباخ (سار) و فوربک خواهرخوانده‌های راوانوسا هستند.